# Mineralne
Mineralne (ukrainisch Мінеральне; russisch Минеральное ‚Mineralnoje‘) ist eine Siedlung im Rajon Jassynuwata in der Oblast Donezk in der Ostukraine. Sie liegt 11,3 km nördlich vom Zentrum der Stadt Donezk entfernt, am rechten Ufer des Kalmius.

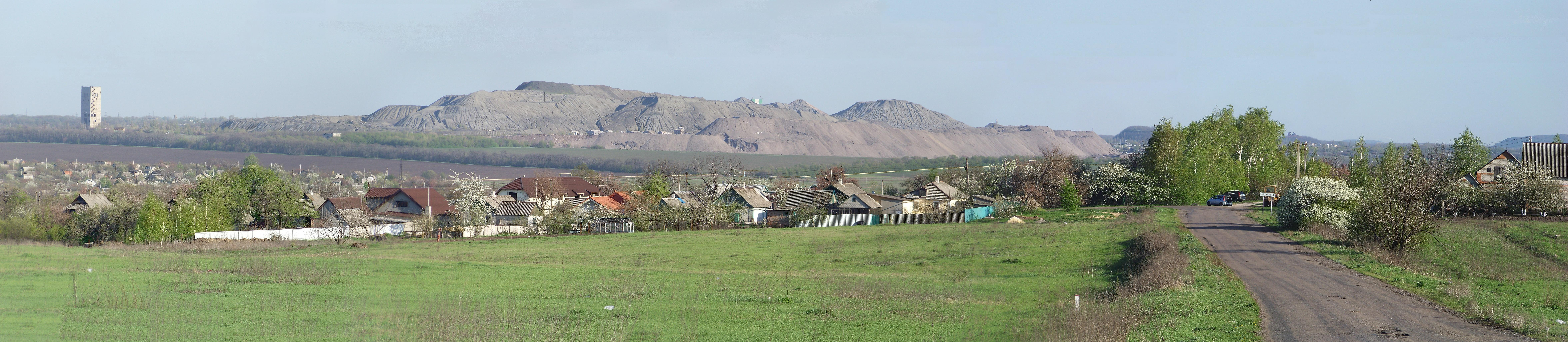
Blick von Norden auf den Ort

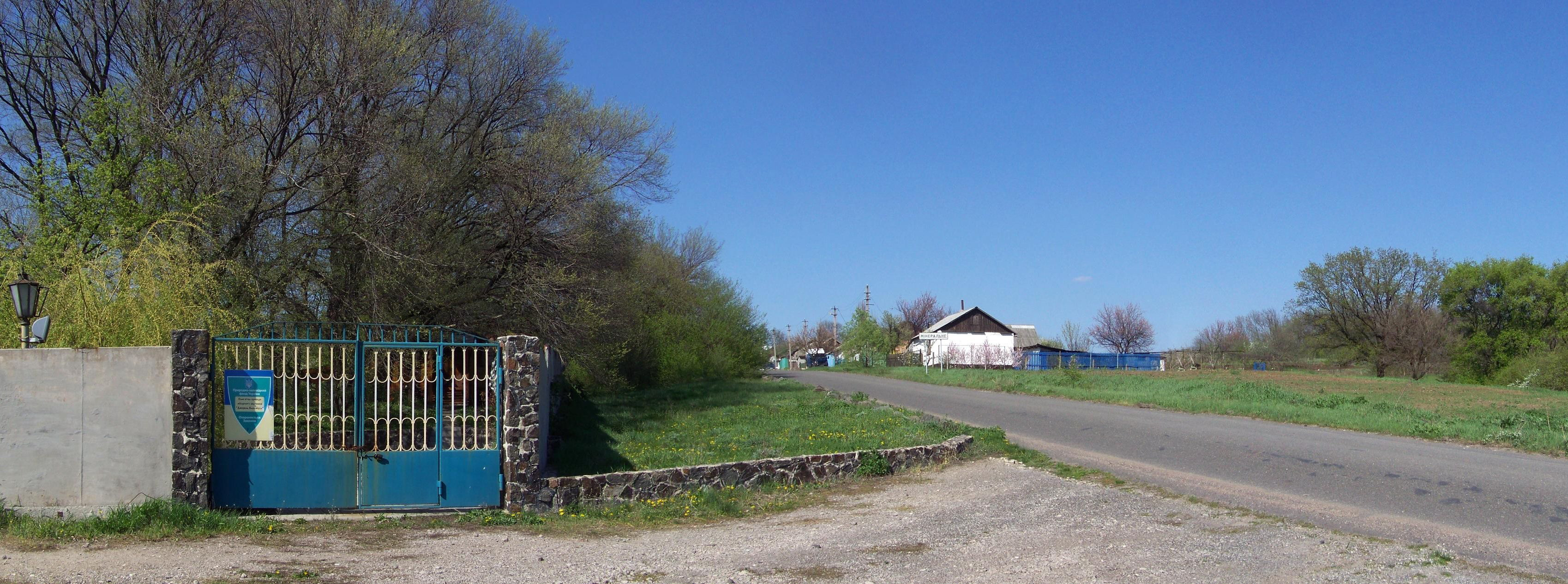
Eingang an der Südseite der Siedlung. Links davon gesehen befindet sich die Quelle des Kalmius

## Geschichte
Die Siedlung entstand erst nach dem Zweiten Weltkrieg, während des Krieges befand sich auf dem Gebiet des Ortes ein Konzentrationslager.
Am 12. Juni 2020 wurde das Dorf ein Teil der neugegründeten Stadtgemeinde Jassynuwata, bis dahin war es ein Teil der Landratsgemeinde Spartak im Südosten des Rajons Jassynuwata.
Seit dem 17. Juli 2020 ist sie ein Teil des Rajons Donezk.

### Krieg im Donbass
Die Siedlung kam während des 2014 begonnenen Krieges im Donbass unter die Kontrolle der prorussischen Separatisten.

## Demographie
Die Siedlung hatte 2001, 405 Einwohner; die Verteilung der Muttersprache zum Zeitpunkt der ukrainischen Volkszählung von 2001 ist folgende:
- Ukrainisch: 54,81 %
- Russisch: 44,69 %
- Armenisch: 0,5 %